# 開榮站

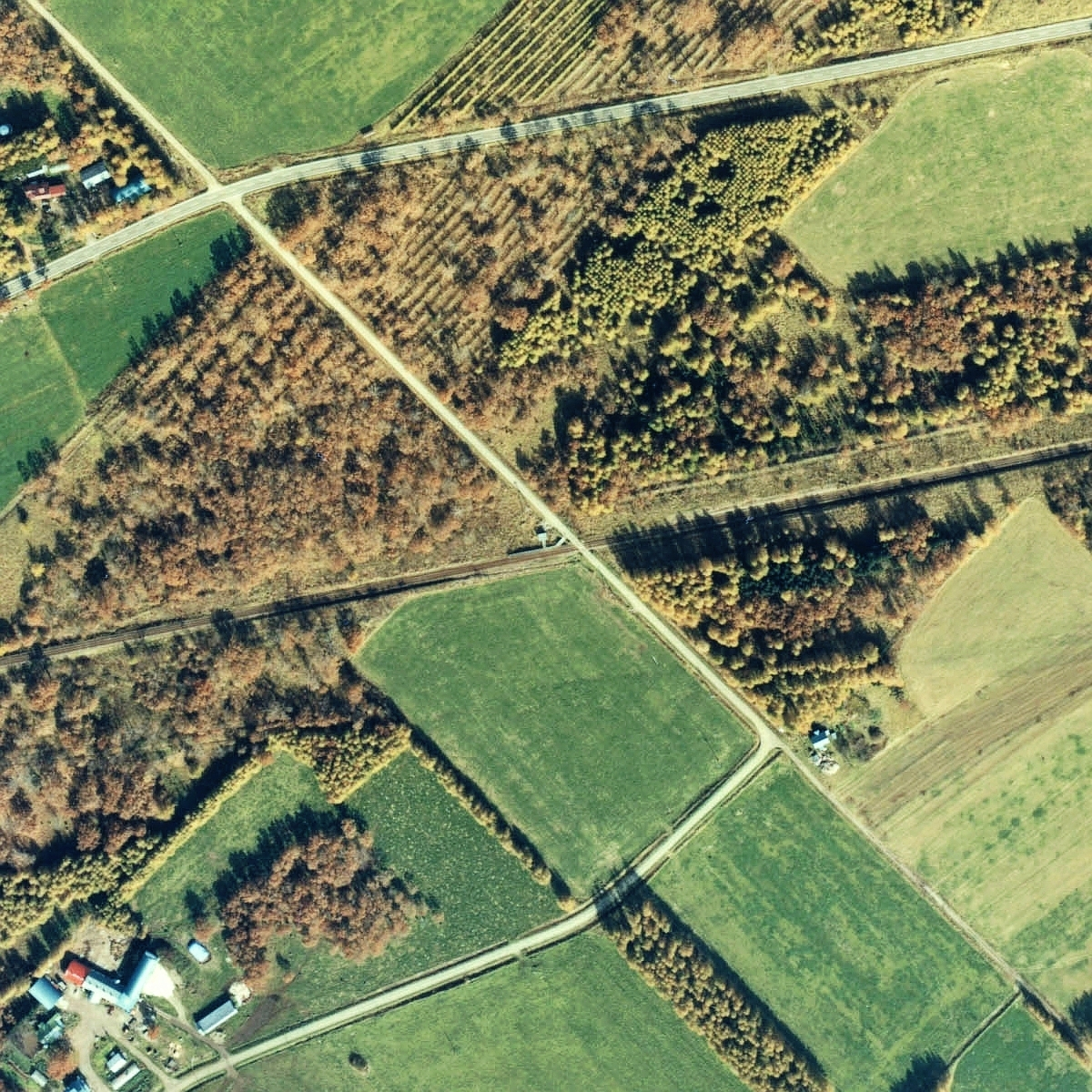
1977年的開榮臨時乘降場與方圓約500米範圍。右邊是中標津方向。靠近中標津一方設有四十二線道平交道。

開榮站（日语：／ Kaiei eki */?）是位於北海道標津郡中標津町字當幌，北海道旅客鐵道（JR北海道）的標津線車站（廢站）。隨著標津線廢線，車站在1989年（平成元年）4月30日廢除。

## 歷史
- 1961年（昭和36年）10月1日：日本國有鐵道（國鐵）標津線開榮臨時乘降場啟用[1]。
- 1987年（昭和62年）4月1日：伴隨國鐵分割民營化，車站由北海道旅客鐵道（JR北海道）營運。同時升級至車站（旅客車站）。
- 1989年（平成元年）4月30日：標津線全線廢除，此站也廢除[1]。

### 站名的由來
車站名稱取自地區名稱。地區名稱取自希望當地「開拓時繁榮昌盛」而得名。

## 車站構造
截至車站廢除前，車站是一座地面車站，設有1面1線的單式月台。此站是無人車站。月台靠近中標津一方設有平交道，該處附近也設有候車室。

## 車站周邊
- 阿寒巴士（日语：阿寒バス）「開榮」巴士站

## 相鄰車站
北海道旅客鐵道
標津線 
計根別－開榮－當幌

## 注腳
1. 1 2 3 4  太田幸夫.  1. 札幌市: 富士Comtem. 2004-02-29: 183. ISBN 4-89391-549-5 （日语）.